# Коврижных, Александр Александрович
Алекса́ндр Алекса́ндрович Коври́жных (род. 21 июня 1971, Коряжма, Архангельская область, СССР) — российский киноактёр, актёр дубляжа, телеведущий.

## Биография
Александр Коврижных родился 21 июня 1971 года.
Окончил ГИТИС в 1995 году (мастерская проф. В. Н. Левертова).
С 1995 по 1999 гг. работал в Московском театре юного зрителя. Среди работ: Мишенька Бальзаминов («Мой бедный Бальзаминов», пост. Г. Р. Тростянецкий), Буратино («Буратино в стране Дураков», пост. И. Цейтлин), Дьякон («Татьяна Репина», пост. В. В. Фокин), декабрист Цебриков («Казнь декабристов», пост. К. М. Гинкас) и др. Принимал участите в спектаклях, номинированных на премию «Золотая маска» — «Казнь декабристов» (1997 г.), «Гроза» (1998 г.).
В качестве ведущего на телевидении снимался в программах «АБВГДейка» (клоун Санёк), «Формула Д» (ведущий, прямой эфир), «Колесо истории» и др. Снимался в рекламах: «IKEA», «Head & Shoulders», пиво «Толстяк», кетчуп «Чумак», «Антигриппин», радио «Европа плюс» и др. Основным профилем работы является озвучивание зарубежных и российских фильмов, реклам, компьютерных игр. В свободное от работы время актёр пишет стихи.
В качестве режиссёра и автора пьес поставил несколько спектаклей, в том числе «Мужик и его мечта» по сказке А. С. Пушкина «Сказка о рыбаке и рыбке» («Театр Нижинского», 2002 г.), «Безумно счастлив» (театр Владимира Назарова, 2009 г.). Преподавал также в РАТИ-ГИТИСе на эстрадном факультете (мастерская М. Б. Борисова).
Автор и ведущий программы «Большая редкость» на телеканале «Мужской», программы «А у нас во дворе» на телеканале «Москва Доверие».
С 2019 года — актёр «Театра живого слова» Димы Рубина.
Жена — Коврижных Елена Ивановна. Есть сыновья — Пётр (1993 г.), Глеб (1998 г.) и Серафим (2015 г.).

## Фильмография
- 1990 — Уроки в конце весны
- 2002 — Башмачник
- 2002 — Ледниковый период — лейтенант Молочков
- 2003 — Неподарок (короткометражный) — Лёня
- 2003 — На углу, у Патриарших 3 — милиционер Молочков
- 2003 — Бомба для невесты
- 2005 — Слепой 2 — Лебедев (фильм № 4 «Русская сталь»)
- 2006 — Женские истории — Никита (15-я серия «Любовь и сомнения»)
- 2007 — Трюкачи — мент Вадим
- 2007 — След — несколько главных и эпизодических ролей
- 2007 — Марш Турецкого. Фильм 7 «Конец света» — Борис Платонов
- 2008-2013 — Понять. Простить — несколько главных и эпизодических ролей
- 2010 — Найди меня — Пётр
- 2010 — Любовь и прочие глупости — Павел (2-я серия)
- 2013 — Пасечник (8-я и 15-я серии)
- 2014 — Мент в законе 9 — Андрей Владимирович Сороченков (фильм № 7 «Битовский переполох»)
- 2015 — Тень стрекозы — редактор
- 2015 — Выжить после (3 сезон)
- 2015 — Последний мент — Кушкин, клиент Яблочкина
- 2016 — Район тьмы. Хроники повседневного зла
- 2017 — Свидетели — Дмитрий Петренко (58-я серия «Плохие деньги»)
- 2018 — Нас уже нет (короткометражный) — Степан
- 2020 — Хартс — Андрей Сергеевич, врач

## Дубляж и закадровое озвучивание

### Фильмы
- 2025 — Нэчжа побеждает Царя драконов — Бессмертный Улян

- 2017 — Kingsman: Золотое кольцо — Мерлин[8]
- 2017 — Чудо-женщина — Стив Тревор[англ.][8][9]
- 2016 — Стартрек: Бесконечность — Кирк[8]
- 2013 — Стартрек: Возмездие — Кирк[8]
- 2013 — Место под соснами — Люк[8]
- 2012 — Патруль — Брайан Тейлор[8]
- 2009 — Шерлок Холмс — лорд Ковард[8]
- 2009 — Звёздный путь — Кирк[8]
- 1983 — Звёздные войны. Эпизод VI: Возвращение джедая — C-3PO[8]
- 1980 — Звёздные войны. Эпизод V: Империя наносит ответный удар — C-3PO[8]
- 1977 — Звёздные войны. Эпизод IV: Новая надежда — C-3PO[8]

### Телесериалы
- 2022 — Лунный рыцарь — Артур Хэрроу (закадровый перевод студии «Red Head Sound»)[10]
- 2012 — Элементарно (1-й сезон) — Шерлок Холмс[8]
- 2010 — Остаться в живых (сезон 6) — Джеймс «Сойер» Форд, Саид Джарра, Джин Су Квон (закадровый перевод «Первого канала»)[11][12]

### Мультсериалы
- 1999—2013 — Футурама (6 сезон)[13] — Филип Дж. Фрай, Гермес Конрад и др.
- 2010—2012 — Сорвиголова Кик Бутовски — Кик Бутовски[14]
- 2011—2019 — Ниндзяго. Мастера Кружитцу — Кай

### Компьютерные игры
- 2008 —  Burnout Paradise — DJ Atomica[источник не указан 80 дней]
- 2010 — Two Worlds II — главный герой[15]

## Озвучивание
- 2008 — Галина — Леонид Ильич Брежнев[16]
- 2019 — Турбозавры — Трак
- 2022 — Суворов: Великое путешествие — купец Пшеницын

## Тексты к песням
- 2000 — Плохиш (Артём Орлов) — «Я скучаю» (муз. — В. Орлов)[17]
- 2003 — Плохиш (Артём Орлов) — «Баллада о парнях» (муз. — В. Орлов)
- 2010 — мюзикл «Из жизни насекомых, или Коварство и Любовь» (муз. — С. Жуков)[18]